# Rainer Limpöck

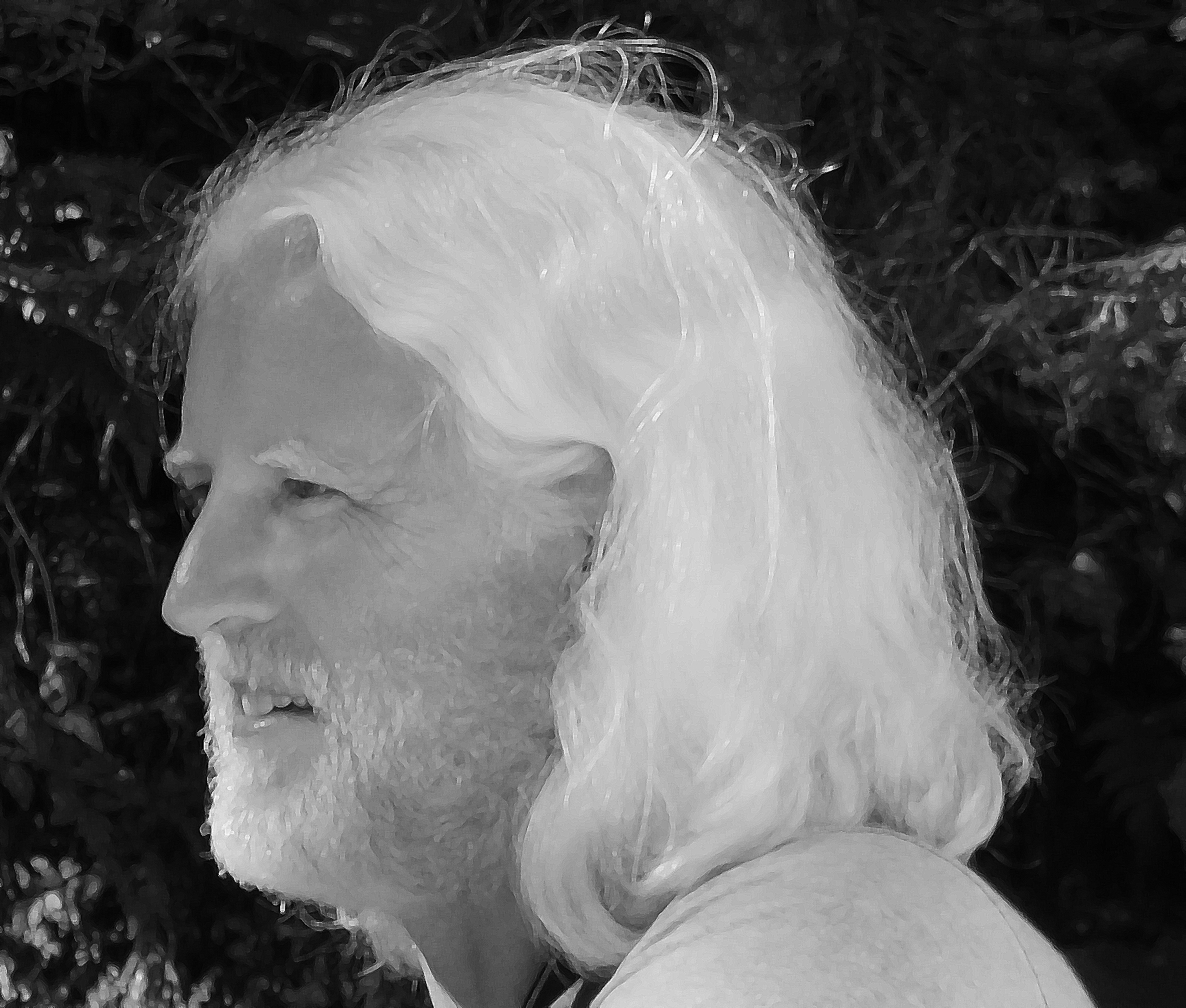
Rainer Limpöck

Rainer Limpöck (* 1959 in Bad Reichenhall) ist ein deutscher Sozialpädagoge, Autor und Heimatforscher.

## Leben und Wirken
Limpöck schrieb seine Diplomarbeit als Sozialpädagoge mit dem Titel „Die gesellschaftliche Transformation und das Übersinnliche“. Er gründete das alpenschamanische Netzwerk, das sich vorwiegend mit dem Untersberg als heiligem Berg und Kraftort beschäftigt. Er bezeichnet sich selbst als Alpenschamane Weißer Adler. Er wirkte 2018 in der TV-Dokumentation Alpenschamanen des Bayerischen Fernsehens und 2019 in der Kino-Dokumentation Alpgeister von Walter Steffen mit.

## Veröffentlichungen
- Die Zauberkraft der Berge. Pichler Verlag, Wien, 2009, ISBN 978-3-85431-507-0
- Mythos Untersberg. Kraftort, Heiligtum, Anderswelt, Pichler Verlag, Wien, 2011, ISBN 978-3-85431-577-3
- Magisches Berchtesgadener Land. Plenk Verlag, Berchtesgaden, 2012, ISBN 978-3-940141-79-8
- Hoch und Heilig. Plenk Verlag, Berchtesgaden, 2013
- Magisches Salzburger Land – Flachgau, Tennengau, Salzburg Stadt. Plenk Verlag, Berchtesgaden, 2014, ISBN 978-3-944501-14-7
- Der Untersbergcode. Tredition Verlag, Hamburg, 2016
- Magisches Salzburger Land – Pinzgau, Pongau, Lungau.Plenk Verlag, Berchtesgaden, 2018, ISBN 978-3-944501-53-6
- Mythos Untersberg – Die 12 Mysterien des Wunderberges. Plenk Verlag, Berchtesgaden, 2019, ISBN 978-3-944501-70-3